# Rhacochelifer
Rhacochelifer är ett släkte av spindeldjur. Rhacochelifer ingår i familjen tvåögonklokrypare.

## Dottertaxa tillRhacochelifer, i alfabetisk ordning[1]
- Rhacochelifer afghanicus
- Rhacochelifer andreinii
- Rhacochelifer balcanicus
- Rhacochelifer barkhamae
- Rhacochelifer brevimanus
- Rhacochelifer caucasicus
- Rhacochelifer chopardi
- Rhacochelifer corcyrensis
- Rhacochelifer disjunctus
- Rhacochelifer euboicus
- Rhacochelifer gracilimanus
- Rhacochelifer henschii
- Rhacochelifer hoggarensis
- Rhacochelifer lobipes
- Rhacochelifer longeunguiculatus
- Rhacochelifer maculatus
- Rhacochelifer massylicus
- Rhacochelifer mateui
- Rhacochelifer melanopygus
- Rhacochelifer nubicus
- Rhacochelifer peculiaris
- Rhacochelifer pinicola
- Rhacochelifer quadrimaculatus
- Rhacochelifer saharae
- Rhacochelifer samai
- Rhacochelifer schawalleri
- Rhacochelifer similis
- Rhacochelifer sonyae
- Rhacochelifer subsimilis
- Rhacochelifer tauricus
- Rhacochelifer tenuimanus
- Rhacochelifer tibestiensis
- Rhacochelifer tingitanus
- Rhacochelifer villiersi